# Spodnje Jablane
Spodnje Jablane (nemško Unterjabling) so obcestno naselje v Občini Kidričevo na severovzhodu Slovenije. Nahaja se v tradicionalni pokrajini Štajerska in spada pod Podravsko statistično regijo. 

## Geografija
Spodnje Jablane ležijo jugozahodno od Cirkovc, na levem bregu Framskega potoka. Skozi naselje teče krajevna cesta, vzporedna s cesto med Šikolami ter Lovrencem na Dravskem polju. Naselje je obdano z njivami. Te se nahajajo na terasi s severne strani naselja kot tudi proti jugu, v smeri reke Polskave, kjer so nekdanji mokrotni travniki meliorirani.

## Gospodarstvo
Na razmeroma velikih kmetijah se Jablančani pretežno ukvarjajo z živinorejo. Precej vaščanov dnevno migrira na delo v Slovensko Bistrico, Kidričevo in Maribor.